# Macrocarsia
Polydesmiola là một chi bướm đêm thuộc họ Noctuidae.